# Pfalz D.VIII
Il Pfalz D.VIII era un biplano da caccia sviluppato dall'azienda bavarese Pfalz-Flugzeugwerke GmbH ed utilizzato durante la prima guerra mondiale dalla Luftstreitkräfte, la componente aerea del Deutsches Heer (l'esercito imperiale tedesco), dal 1918 fino alla fine del conflitto.

## Storia del progetto
Nel 1917 la Siemens-Schuckertwerke venne invitata dall'Idflieg a progettare ed a sviluppare motori che potessero essere utilizzati dalla Luftstreitkräfte, la componente aerea del Deutsches Heer (l'esercito imperiale tedesco). L'azienda realizzò un innovativo motore rotativo, il Siemens-Halske Sh.III, potenzialmente superiore alla concorrenza e che montato sul caccia Siemens-Schuckert D.III diede ottimi risultati vanificati solo dalla scarsa qualità dell'olio lubrificante allora a disposizione.
Il buon successo riscontrato esortò alcune delle aziende aeronautiche nazionali ad avviare lo sviluppo di nuovi modelli che lo utilizzassero, tra le quali la Pfalz che nello stesso periodo stava progettando una nutrita serie di nuovi modelli da presentare alla prima valutazione comparativa organizzata dall'Idflieg tra prototipi di modelli D-Typ tenuta presso l'aerodromo di Adlershof, nei dintorni di Berlino, dove i piloti da caccia della Luftstreitkräfte erano invitati a partecipare direttamente alla valutazione ed alla selezione dei nuovi velivoli da destinare alla produzione di serie.

## Impiego operativo
Uno dei pochi D.VIII è stato utilizzato da Paul Bäumer nello Jasta Boelcke. Il suo D.VIII aveva come caratteristica l'unità marcatura intonacato di bianco / nero nella coda. Come per il suo Fokker Dr.I, Baumer ha avuto la bandiera nazionale di colori rosso / bianco / nero intorno alla fusoliera.

## Utilizzatori
Germania
- Luftstreitkräfte